# Заречная (станция метро, Нижний Новгород)
«Заре́чная» — 4-я станция Нижегородского метрополитена. Расположена на Автозаводской линии, между станциями «Ленинская» и «Двигатель Революции» в Ленинском районе.

## История и происхождение названия
Открытие станции состоялось 20 ноября 1985 года в составе первого пускового участка Нижегородского метрополитена «Московская» — «Пролетарская».
Своё название получила по Заречному бульвару и гостинице «Заречная».

## Расположенные у метро объекты
- Гостиница «Заречная»
- Кинотеатр «Россия» (функционирует только фудкорт)
- Ресторан «Вкусно — и точка»
- Торговый центр «Муравей»
- Рынок «Заречный»
- Администрация Ленинского района

## Вестибюли
Имеет два подземных вестибюля для входа и выхода пассажиров, совмещённых с подземными переходами через проспект Ленина.

## Архитектура и оформление
Путевые стены отделаны необычной рельефной плиткой голубого цвета и шестиугольной формы, имитирующей волны. Рифлёные колонны белого цвета имеют круглую форму, вертикальные полосы на колоннах коричневые. Пол выложен светло-коричневым гранитом и белым мрамором. Стены кассового зала украшены панно с картинами подводного мира и мотивами нижегородского эпоса. Вестибюли отделаны голубой глазурованной плиткой.

### Техническая характеристика
Станция мелкого заложения колонного типа. Шаг колонн — 6 м.

## Привязка общественного транспорта
Возле станции «Заречная» проходит несколько маршрутов городского общественного транспорта:

### Автобусные маршруты
| №   | Пересадки                                                                                        | Конечный пункт 1        | Следует по улицам | Конечный пункт 2      |
| --- | ------------------------------------------------------------------------------------------------ | ----------------------- | --- | --------------------- |
| 9   | Московская Ленинская Двигатель Революции Пролетарская                                            | Завод «Красное Сормово» | ул. Коминтерна, ул. Бурнаковская, ул. С. Акимова, ул. Совнаркомовская, ул. Советская, пл. Революции, ул. Долгополова (обратно — ул. Литвинова), ул. Июльских Дней, пр. Ленина, ул. Переходникова, пр. Бусыгина, ул. Львовская, ул. Плотникова, ул. Краснодонцев, пр. Ильича, ул. Красноуральская, ул. Спутника, ул. Толбухина, ул. Мончегорская     | Улица Космическая     |
| 19  | Московская Ленинская                                                                             | Высоково                | ул. Полтавская, пл. Сенная, ул. Минина, пл. Минина и Пожарского, Нижне-Волжская набережная, пл. Ленина, ул. Советская, пл. Революции, ул. Прокофьева, ул. А. Пешкова, ул. Приокская, ул. Интернациональная, ул. Июльских Дней, пр. Ленина, ул. Самочкина, ул. Кировская, ул. Премудрова (обратно — ул. Волочильная, ул. Дружбы), ул. Порт-Артурская | пос. Дачный           |
| 23а |                                                                                                  | Улица Памирская         | ул. Комарова, ул. Дружбы, ул. Энтузиастов, ул. Самочкина, ул. Кировская, ул. Премудрова, (обратно — ул. Волочильная) | ДК «Красная Этна»     |
| 40  | Горьковская Двигатель Революции Пролетарская Автозаводская Комсомольская Кировская Парк культуры | Верхние Печёры          | ул. Родионова, пл. Сенная, ул. Минина, пл. Минина и Пожарского, ул. Варварская, пл. Свободы, ул. Горького, пл. Горького, ул. Б. Покровская, пл. Лядова, пл. Комсомольская, пр. Ленина, пл. Киселёва, ул. Веденяпина, Южное шоссе, ул. Я. Купалы, Южный бульвар                                                                                      | микрорайон «Юг»       |
| 56  | Двигатель Революции Пролетарская Автозаводская Комсомольская Кировская Парк Культуры             | Завод «Красное Сормово» | ул. Коминтерна, ул. Страж Революции (назад — ул. 50 лет Победы), пр. Героев, Комсомольское шоссе, пр. Ленина, пр. Молодёжный | Стригино              |
| 58  | Горьковская Двигатель Революции Пролетарская                                                     | Улица Деловая           | ул. Родионова, пл. Сенная, ул. Минина, пл. Минина и Пожарского, ул. Варварская, пл. Свободы, ул. Горького, пл. Горького, ул. Б. Покровская, пл. Лядова, пл. Комсомольская, пр. Ленина, ул. Переходникова, пр. Бусыгина, ул. Дьяконова, пр. Октября, пр. Ильича, ул. Красноуральская, ул. Спутника, ул. Толбухина, ул. Мончегорская                  | Улица Космическая     |
| 66  | Стрелка Московская Двигатель Революции                                                           | Стрелка                 | ул. К. Маркса, ул. С. Акимова, ул. Совнаркомовская, ул. Советская, пл. Революции, ул. Долгополова (обратно — ул. Литвинова), ул. Июльских Дней, пр. Ленина, Мызинский мост, пр. Гагарина | Автовокзал «Щербинки» |

     маршрут работает только по будням, в «часы-пик»
- Маршрутное такси:
  - № т13 «Пл. Революции — ул. Баумана — мкр. Юг»
  - № т37 «Пл. Горького — Ж/Д станция „Петряевка“»
  - № т40 «Ул. Усилова — мкр. Юг»
  - № т59 «ЖК „Торпедо“ — Красное сормово»
  - № т67 «метро „Стрелка“ — пр. Ленина — ул. Космическая»
  - № т76 «Ул. Дубравная — А/С „Щербинки“»
  - № т81 «Кузнечиха-2 — пл. Лядова — Соцгород-2»
  - № т83 «Афонино — ул. Белинского — Соцгород-2»
  - № т86 «метро „Стрелка“ — ул. Баумана — А/С „Щербинки“»
  - № т87 «катер „Герой“ — ЖК „Торпедо“»
  - № т88 «ул. Дачная — ул. Белинского — Кузнечиха-2»
  - № т138 «метро „Стрелка“ — соцгород-2»

## Расписание
| станция         | первый поезд | последний поезд |
| --------------- | ------------ | --------------- |
| «Горьковская»   | 05:28        | 00:14           |
| «Парк Культуры» | 05:38        | 00:27           |

## Аварии и ЧП

### Задымление на станции
Около 8 часов вечера 28 декабря 2012 года на станции метро «Заречная» пассажиры заметили задымление. Как написал один из пользователей Твиттера, поезда были остановлены примерно на час. К месту происшествия были стянуты наряды МЧС и «скорой помощи». Пожар не был обнаружен, а задымление возникло из-за замыкания электропроводки в одном из тоннелей.

### Обрушение плитки в вестибюле
Вечером 27 июня 2013 года в вестибюле, возле памятника космонавту Комарову, на прохожих обрушилась мраморная плитка. В результате этого происшествия пострадали 3 человека. Пострадавшая девушка рассказала, что, в то время, когда прохожие возвращались с работы, сверху посыпались осколки пяти мраморных плит. Одной из прохожих осколок упал на голову и она была госпитализирована.

## Галерея

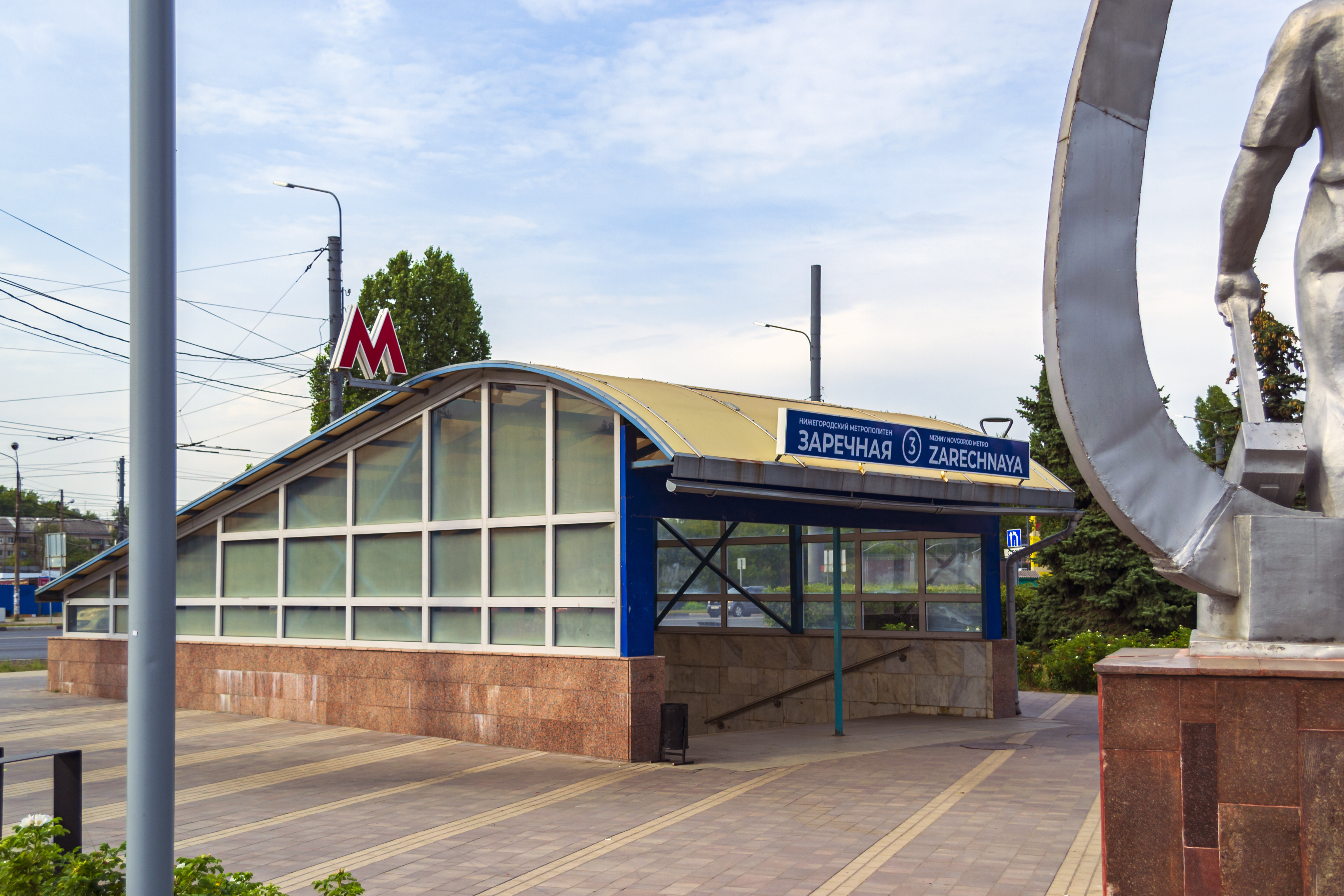
Вход на станцию рядом с памятником В. М. Комарову
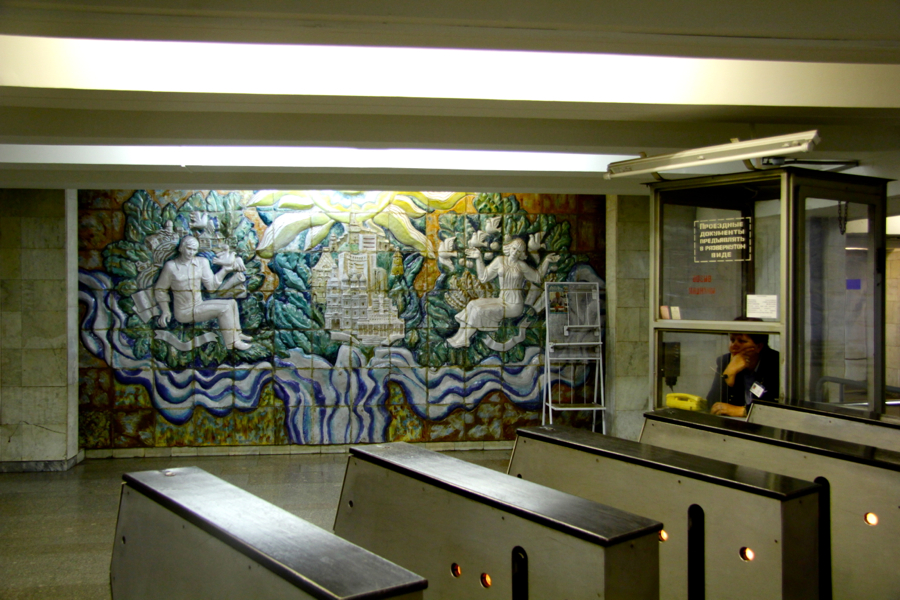
Панно в кассовом зале
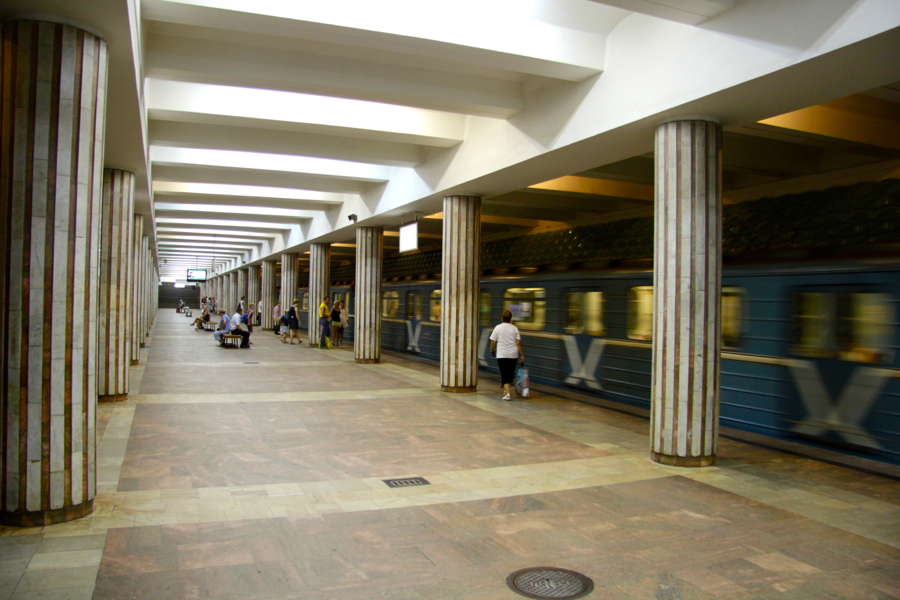
Платформа станции
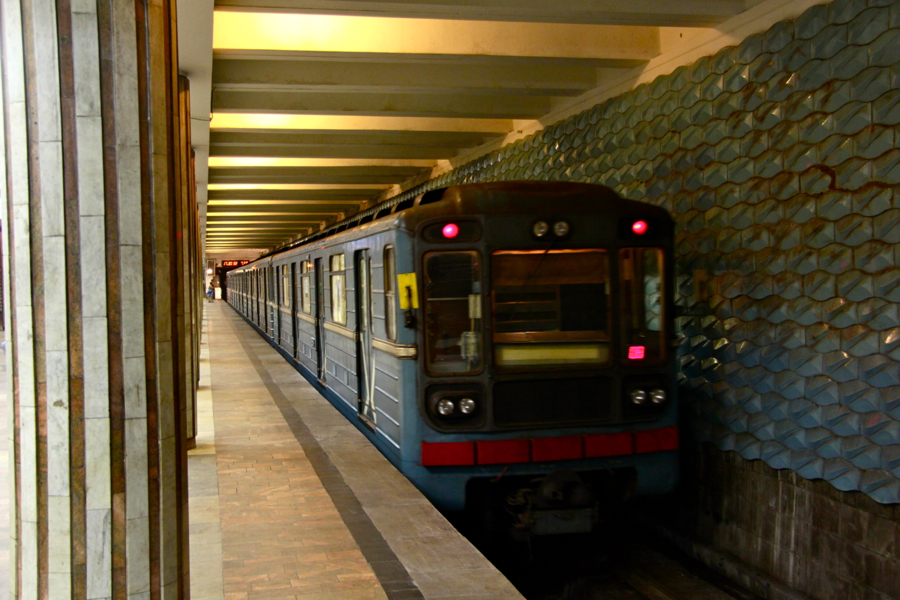
Поезд на станции
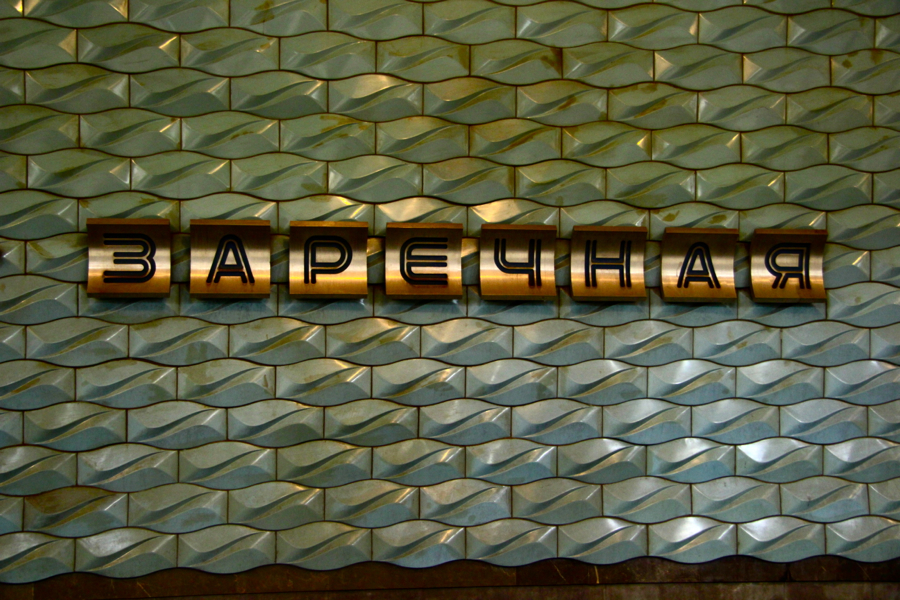
Название станции на путевой стене
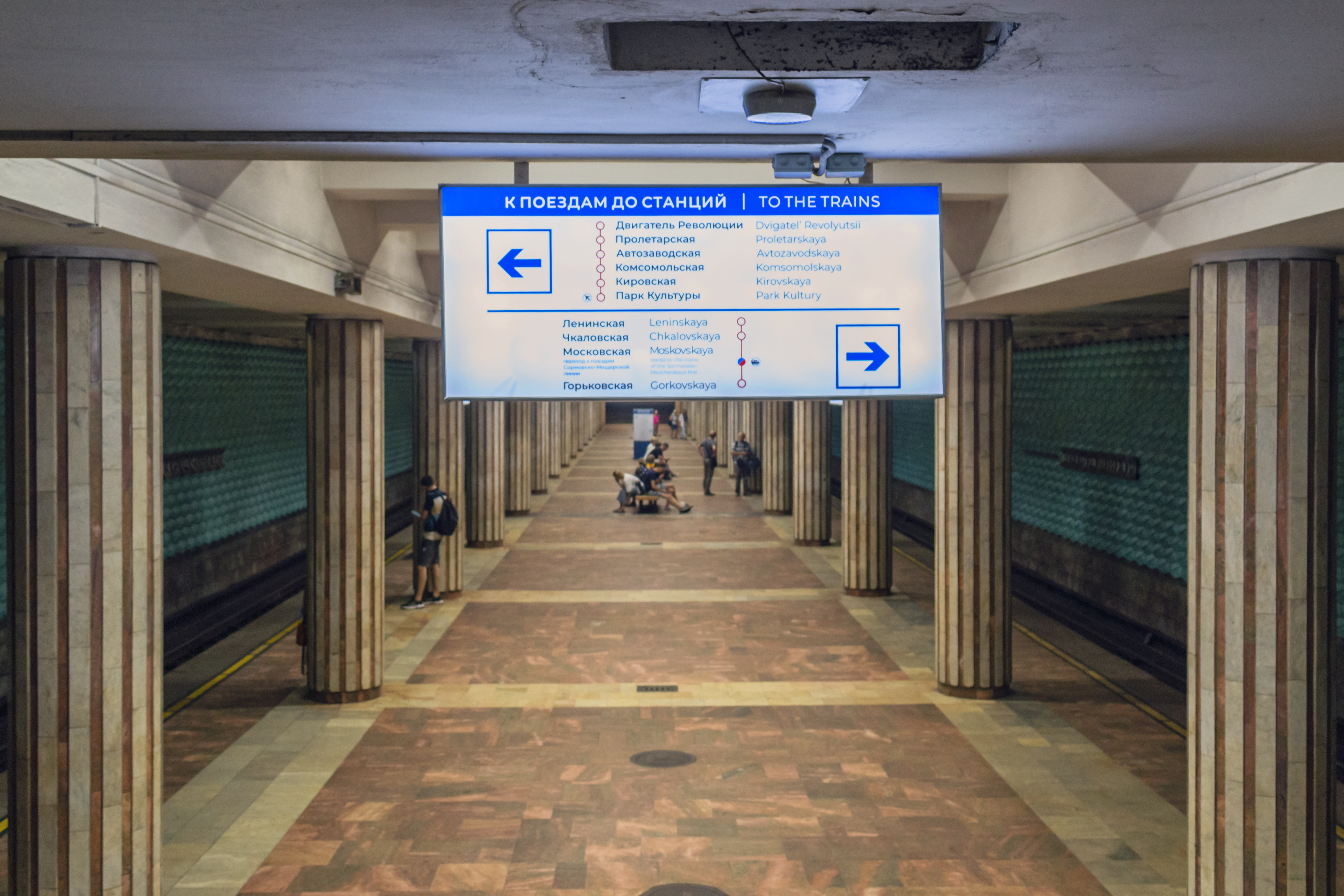
Указатель на станции